# Kulturna četvrt Zsolnay
Kulturna četvrt Zsolnay, kulturna četvrt grada Pečuha sagrađena na mjestu napuštenog dijela tvorničkog kompleksa tvornice Zsolnay, nekad svjetski poznate po keramici i porculanu. Nastala je kao jedna od najvećih ulaganja - restauracija povijesno-industrijskih spomenika srednje Europe. U nju je uloženo preko jedanaest milijarda forinta. Tako je nastao najveći kulturni centar Mađarske. Projekt su realizirali Grad Pečuh u suradnji s nizom kulturnih i obrazovnih institucija.
80-ih godina 20. stoljeća europska je i time mađarska industrija keramike zapala u krizu. Zbog smanjene potražnje, bili su veliki rezovi radnih mjesta. Od 2.000 radnika iz vremena krize 1980-ih, ostalo je danas oko 200. Puno je tvorničkih zgrada ostalo prazno. Da bi se sačuvalo veliki tvornički kompleks od propadanja, posegnuli su za svjetskim trendom, da se napuštena industrijska zdanja ponovne nasele i daju im novi sadržaj. Opstanak tvorničkog kompleksa riješili su otvaranjem Kulturne četvrti Zsolnay. Tako je na mjestu nekadašnjeg tvorničkog kompleksa nedavno izrasla kulturna četvrt Zsolnay, u vrijeme kada je Pečuh proglašen europskom prijestolnicom kulture 2010. godine. Sasvim je obnovljen tvornički kompleks. Proizvodnju su ostavili izvan Kulturne četvrti, a u četvrti su manje radionice za lijevanje bronce i keramike, brojni izložbeni prostori, galerija suvremene umjetnosti, igraonice, stara je tvornica preuređena u atelje, u tvorničkoj hali je velika knjižnica. Sastavni dio projekta je Sveučilišna četvrt koju s ostalim dijelom Kulturne četvrti povezuje pješački most.
Površine je više od pet hektara. U njoj su vrijedne građevine i umjetničke zbirke. Kulturni život je bogat i dinamičan. U najznačajnija ulaganja u projektu Pečuh - Europska prijestolnica kulture 2010. godine. spada restauracija Zsolnayeve tvornice i njenih napuštenih, neiskorištenih i dotrajalih zgrada. Restaurirano je četrdeset tisuća četvornih metara. U velika ulaganja istog projekta spada i izgradnja kulturnih društvenih i obrazovnih institucija, koje danas čine kulturnu četvrt i rekreacijski prostor. Život tvorničkom kompleksu udahnuli su novi sadržaji. Istaknute su dvije velike privatne zbirke, Zbirka Gyugi, koju je darovao gradu mađarski emigrant iz SAD László Gyugyi koji je kad je Pečuh postao prijestolnica kulture dogovorio da će zbirku od 600 predmeta darovati gradu. Domovini se odužio prikupivši krasne primjerke Zsolnayeve ukrasne keramike iz različitih razdoblja. Zbirka je smještena u vili Julije Zsolnay i njezina supruga Poljaka Tadea Sikorskoga, graditelja.
Uporaba prostora je višenamjenska. Ovdje su Izložbe obiteljske i tvorničke povijesti Zsolnaya, porculanska zbirka Zsolnayevih predmeta Gyugyija Laszloa, Ružičasta Zsolnayeva izložba, Zsolnayev mauzolej, lutkarsko kazalište Bobita, planetarij, manufaktura koja prikazuje proces izrade porculana na način Zsolanyeve tvornice, kao i znanstvena interaktivna tehnološka izložba. Suvremenu umjetnost zastupljena je pečuškom Galerijom m21, a jedan dio područja je postao sveučilišna četvrt, kamo se preselio Umjetnički odsjek Pečuškog Sveučilišta, pored ostalih. Zsolnayevom kulturnom četvrti rukovodi Uprava Zsolnayeve baštine neprofitni d.o.o.

## Vanjske poveznice
- Vijenac  Arhivirana inačica izvorne stranice od 6. prosinca 2019. (Wayback Machine) Anita Ruso: Opomena iz Pečuha